# Francesca Dolcini
Francesca Dolcini (ur. 28 grudnia 1974) – włoska lekkoatletka specjalizująca się w skoku o tyczce.

## Osiągnięcia
- 14. miejsce podczas mistrzostw Europy (Budapeszt 1998)
- 3. lokata na Superlidze Pucharu Europy (Gateshead 2000)
- wielokrotna mistrzyni i rekordzistka kraju

## Rekordy życiowe
- skok o tyczce (stadion) - 4,30 (2002)
- skok o tyczce (hala) - 4,30 (2002)